# Dịch bệnh Ebola tại châu Phi 2014
Một dịch bệnh virus Ebola (DVE) diễn ra ở Tây Phi. Sự bùng nổ là do virus ebola Zaire, còn được gọi đơn giản là virus Ebola (EBOV). Đó là sự bùng phát nghiêm trọng nhất của Bệnh virus Ebola tính theo số lượng các ca nhiễm và số người tử vong kể từ khi phát hiện ra các virus trong năm 1976. Dịch bệnh bắt đầu tại Guinée trong tháng 12 năm 2013 nhưng đã không được phát hiện cho đến tháng 3 năm 2014, sau đó nó lây lan sang Liberia, Sierra Leone, Nigeria và các nước khác.
Tính đến  ngày 8 tháng 5 năm 2016, Tổ chức Y tế Thế giới (WHO) thông báo tổng cộng 28.646 trường hợp lây nhiễm và 11.323 trường hợp tử vong. Ngày 8 tháng 8, bệnh dịch được WHO chính thức ban bố là "trường hợp khẩn cấp y tế công cộng cần được quốc tế quan tâm". Đây là một định chế chỉ được sử dụng hai lần trước đó (đối với Đại dịch cúm 2009 và  sự hồi sinh của bệnh bại liệt năm 2014) và thúc đẩy các biện pháp về phòng chống dịch bệnh, giám sát, kiểm soát, và phản ứng, bởi 194 quốc gia ký kết.
Các tổ chức viện trợ và các tổ chức quốc tế, trong đó có Cộng đồng Kinh tế Tây Phi (ECOWAS), Trung tâm Kiểm soát và Phòng Bệnh Hoa Kỳ (CDC), và Ủy ban châu Âu đã đóng góp kinh phí và huy động nhân viên để giúp đối phó với sự bùng phát dịch bệnh; các tổ chức từ thiện trong đó có Tổ chức Bác sĩ không biên giới, Hội Chữ thập đỏ, và Quỹ Samari (Samaritan Purse) cũng đang làm việc trong khu vực.
Khi dịch đã sắp kết thúc vào tháng 12 năm 2015, Liên Hợp Quốc đã thông báo rằng 22.000 trẻ em đã bị mồ côi, bị mất một hoặc cả hai cha mẹ do Ebola.

## Thời gian biểu của dịch

| Ngày báo cáo         | Tổng số  | Tổng số | Guinée   | Guinée  | Liberia  | Liberia | Sierra Leone | Sierra Leone |
| Ngày báo cáo         | ca nhiễm | tử vong | ca nhiễm | tử vong | ca nhiễm | tử vong | ca nhiễm     | tử vong      |
| -------------------- | -------- | ------- | -------- | ------- | -------- | ------- | ------------ | ------------ |
| 23 tháng 10 năm 2014 | 10.141   | 4.922   | 1.553    | 926     | 4.665    | 2.705   | 3.896        | 1.281        |
| 19 tháng 10 năm 2014 | 9.936    | 4.877   | 1.540    | 904     | 4.665    | 2.705   | 3.706        | 1.259        |
| 14 tháng 10 năm 2014 | 9.216    | 4.555   | 1.519    | 862     | 4.262    | 2.484   | 3.410        | 1.200        |
| 12 tháng 10 năm 2014 | 8.997    | 4.493   | 1.472    | 843     | 4.249    | 2.458   | 3.252        | 1.183        |
| 8 tháng 10 năm 2014  | 8.399    | 4.033   | 1.350    | 778     | 4.076    | 2.316   | 2.950        | 930          |
| 5 tháng 10 năm 2014  | 8.033    | 3.865   | 1.298    | 768     | 3.924    | 2.210   | 2.789        | 879          |
| 1 tháng 10 năm 2014  | 7.492    | 3.439   | 1.199    | 739     | 3.834    | 2.069   | 2.437        | 623          |
| 28 tháng 9 năm 2014  | 7.178    | 3.338   | 1.157    | 710     | 3.696    | 1.998   | 2.304        | 622          |
| 23 tháng 9 năm 2014  | 6.574    | 3.091   | 1.074    | 648     | 3.458    | 1.830   | 2.021        | 605          |
| 21 tháng 9 năm 2014  | 6.263    | 2.917   | 1.022    | 635     | 3.280    | 1.677   | 1.940        | 597          |
| 19 tháng 9 năm 2014  | 5.864    | 2.811   | 1.008    | 632     | 3.022    | 1.578   | 1.813        | 593          |
| 18 tháng 9 năm 2014  | 5.762    | 2.793   | 965      | 623     | 3.022    | 1.578   | 1.753        | 584          |
| 14 tháng 9 năm 2014  | 5.347    | 2.630   | 942      | 601     | 2.710    | 1.459   | 1.673        | 562          |
| 13 tháng 9 năm 2014  | 4.985    | 2.461   | 936      | 595     | 2.407    | 1.296   | 1.620        | 562          |
| 7 tháng 9 năm 2014   | 4.390    | 2.226   | 861      | 557     | 2.081    | 1.137   | 1.424        | 524          |
| 6 tháng 9 năm 2014   | 4.293    | 2.296   | 862      | 555     | 2.046    | 1.224   | 1.361        | 509          |
| 5 tháng 9 năm 2014   | 3.967    | 2.105   | 812      | 517     | 1.871    | 1.089   | 1.261        | 491          |
| 31 tháng 8 năm 2014  | 3.707    | 1.848   | 771      | 494     | 1.698    | 871     | 1.216        | 476          |
| 26 tháng 8 năm 2014  | 3.069    | 1.552   | 648      | 430     | 1.378    | 694     | 1.026        | 422          |
| 20 tháng 8 năm 2014  | 2.615    | 1.427   | 607      | 406     | 1.082    | 624     | 910          | 392          |
| 18 tháng 8 năm 2014  | 2.473    | 1.350   | 579      | 396     | 972      | 576     | 907          | 374          |
| 16 tháng 8 năm 2014  | 2.240    | 1.229   | 543      | 394     | 834      | 466     | 848          | 365          |
| 13 tháng 8 năm 2014  | 2.127    | 1.145   | 519      | 380     | 786      | 413     | 810          | 348          |
| 11 tháng 8 năm 2014  | 1.975    | 1.069   | 510      | 377     | 670      | 355     | 783          | 334          |
| 9 tháng 8 năm 2014   | 1.848    | 1.013   | 506      | 373     | 599      | 323     | 730          | 315          |
| 6 tháng 8 năm 2014   | 1.779    | 961     | 495      | 367     | 554      | 294     | 717          | 298          |
| 4 tháng 8 năm 2014   | 1.711    | 932     | 495      | 363     | 516      | 282     | 691          | 286          |
| 1 tháng 8 năm 2014   | 1.603    | 887     | 485      | 358     | 468      | 255     | 646          | 273          |
| 30 tháng 7 năm 2014  | 1.440    | 826     | 472      | 346     | 391      | 227     | 574          | 252          |
| 27 tháng 7 năm 2014  | 1.323    | 729     | 460      | 339     | 329      | 156     | 533          | 233          |
| 23 tháng 7 năm 2014  | 1.201    | 672     | 427      | 319     | 249      | 129     | 525          | 224          |
| 20 tháng 7 năm 2014  | 1.093    | 660     | 415      | 314     | 224      | 127     | 454          | 219          |
| 18 tháng 7 năm 2014  | 1.048    | 632     | 410      | 310     | 196      | 116     | 442          | 206          |
| 15 tháng 7 năm 2014  | 964      | 603     | 406      | 304     | 172      | 105     | 386          | 194          |
| 10 tháng 7 năm 2014  | 888      | 539     | 409      | 309     | 142      | 88      | 337          | 142          |
| 8 tháng 7 năm 2014   | 844      | 518     | 408      | 307     | 131      | 84      | 305          | 127          |
| 2 tháng 7 năm 2014   | 759      | 467     | 413      | 303     | 107      | 65      | 239          | 99           |
| 24 tháng 6 năm 2014  | 599      | 338     | 390      | 270     | 51       | 34      | 158          | 49           |
| 18 tháng 6 năm 2014  | 528      | 337     | 398      | 264     | 33       | 24      | 97           | 34           |
| 10 tháng 6 năm 2014  | 474      | 252     | 372      | 236     | 13       | 9       | 89           | 7            |
| 5 tháng 6 năm 2014   | 438      | 231     | 344      | 215     | 13       | 9       | 81           | 7            |
| 2 tháng 6 năm 2014   | 354      | 208     | 291      | 193     | 13       | 9       | 50           | 6            |
| 27 tháng 5 năm 2014  | 309      | 200     | 281      | 186     | 12       | 9       | 16           | 5            |
| 23 tháng 5 năm 2014  | 270      | 181     | 258      | 174     | 12       | 9       |              |              |
| 14 tháng 5 năm 2014  | 245      | 164     | 233      | 157     | 12       | 9       |              |              |
| 5 tháng 5 năm 2014   | 243      | 162     | 231      | 155     | 12       | 9       |              |              |
| 30 tháng 4 năm 2014  | 233      | 153     | 221      | 146     | 12       | 9       |              |              |
| 23 tháng 4 năm 2014  | 220      | 143     | 208      | 136     | 12       | 9       |              |              |
| 21 tháng 4 năm 2014  | 215      | 136     | 203      | 129     | 12       | 9       |              |              |
| 17 tháng 4 năm 2014  | 209      | 129     | 197      | 122     | 12       | 9       |              |              |
| 10 tháng 4 năm 2014  | 169      | 108     | 157      | 101     | 12       | 9       |              |              |
| 7 tháng 4 năm 2014   | 163      | 102     | 151      | 95      | 12       | 7       |              |              |
| 2 tháng 4 năm 2014   | 135      | 88      | 127      | 83      | 8        | 5       |              |              |
| 1 tháng 4 năm 2014   | 130      | 82      | 122      | 80      | 8        | 2       |              |              |
| 31 tháng 3 năm 2014  | 114      | 70      | 112      | 70      | 2        | 0       |              |              |
| 27 tháng 3 năm 2014  | 103      | 66      | 103      | 66      |          |         |              |              |
| 26 tháng 3 năm 2014  | 86       | 60      | 86       | 60      |          |         |              |              |
| 25 tháng 3 năm 2014  | 86       | 59      | 86       | 59      |          |         |              |              |

| Ngày báo cáo         | Nigeria  | Nigeria | Sénégal  | Sénégal | Hoa Kỳ   | Hoa Kỳ  | Tây Ban Nha | Tây Ban Nha | Mali     | Mali    |
| Ngày báo cáo         | ca nhiễm | tử vong | ca nhiễm | tử vong | ca nhiễm | tử vong | ca nhiễm    | tử vong     | ca nhiễm | tử vong |
| -------------------- | -------- | ------- | -------- | ------- | -------- | ------- | ----------- | ----------- | -------- | ------- |
| 23 tháng 10 năm 2014 | 20       | 8       | 1        | 0       | 4        | 1       | 1           | 0           | 1        | 1       |
| 19 tháng 10 năm 2014 | 20       | 8       | 1        | 0       | 3        | 1       | 1           | 0           |          |         |
| 14 tháng 10 năm 2014 | 20       | 8       | 1        | 0       | 3        | 1       | 1           | 0           |          |         |
| 12 tháng 10 năm 2014 | 20       | 8       | 1        | 0       | 2        | 1       | 1           | 0           |          |         |
| 8 tháng 10 năm 2014  | 20       | 8       | 1        | 0       | 1        | 1       | 1           | 0           |          |         |
| 5 tháng 10 năm 2014  | 20       | 8       | 1        | 0       | 1        | 0       |             |             |          |         |
| 1 tháng 10 năm 2014  | 20       | 8       | 1        | 0       | 1        | 0       |             |             |          |         |
| 28 tháng 9 năm 2014  | 20       | 8       | 1        | 0       |          |         |             |             |          |         |
| 23 tháng 9 năm 2014  | 20       | 8       | 1        | 0       |          |         |             |             |          |         |
| 21 tháng 9 năm 2014  | 20       | 8       | 1        | 0       |          |         |             |             |          |         |
| 19 tháng 9 năm 2014  | 20       | 8       | 1        | 0       |          |         |             |             |          |         |
| 18 tháng 9 năm 2014  | 21       | 8       | 1        | 0       |          |         |             |             |          |         |
| 14 tháng 9 năm 2014  | 21       | 8       | 1        | 0       |          |         |             |             |          |         |
| 13 tháng 9 năm 2014  | 21       | 8       | 1        | 0       |          |         |             |             |          |         |
| 7 tháng 9 năm 2014   | 21       | 8       | 3        | 0       |          |         |             |             |          |         |
| 6 tháng 9 năm 2014   | 21       | 8       | 3        | 0       |          |         |             |             |          |         |
| 5 tháng 9 năm 2014   | 22       | 8       | 1        | 0       |          |         |             |             |          |         |
| 31 tháng 8 năm 2014  | 21       | 7       | 1        | 0       |          |         |             |             |          |         |
| 26 tháng 8 năm 2014  | 17       | 6       |          |         |          |         |             |             |          |         |
| 20 tháng 8 năm 2014  | 16       | 5       |          |         |          |         |             |             |          |         |
| 18 tháng 8 năm 2014  | 15       | 4       |          |         |          |         |             |             |          |         |
| 16 tháng 8 năm 2014  | 15       | 4       |          |         |          |         |             |             |          |         |
| 13 tháng 8 năm 2014  | 12       | 4       |          |         |          |         |             |             |          |         |
| 11 tháng 8 năm 2014  | 12       | 3       |          |         |          |         |             |             |          |         |
| 9 tháng 8 năm 2014   | 13       | 2       |          |         |          |         |             |             |          |         |
| 6 tháng 8 năm 2014   | 13       | 2       |          |         |          |         |             |             |          |         |
| 4 tháng 8 năm 2014   | 9        | 1       |          |         |          |         |             |             |          |         |
| 1 tháng 8 năm 2014   | 4        | 1       |          |         |          |         |             |             |          |         |
| 30 tháng 7 năm 2014  | 3        | 1       |          |         |          |         |             |             |          |         |
| 27 tháng 7 năm 2014  | 1        | 1       |          |         |          |         |             |             |          |         |

Sự bùng nổ tại nước Cộng hòa Dân chủ Congo là không liên quan đến một trong đó bắt đầu ở Guinea.
| Ngày báo cáo         | DR Congo | DR Congo |
| Ngày báo cáo         | ca nhiễm | tử vong  |
| -------------------- | -------- | -------- |
| 23 tháng 10 năm 2014 | 67       | 49       |
| 19 tháng 10 năm 2014 | 66       | 49       |
| 14 tháng 10 năm 2014 | 68       | 49       |
| 12 tháng 10 năm 2014 | 68       | 49       |
| 8 tháng 10 năm 2014  | 71       | 43       |
| 5 tháng 10 năm 2014  | 71       | 43       |
| 1 tháng 10 năm 2014  | 70       | 43       |
| 28 tháng 9 năm 2014  | 70       | 42       |
| 23 tháng 9 năm 2014  | 70       | 42       |
| 21 tháng 9 năm 2014  | 68       | 41       |
| 19 tháng 9 năm 2014  | 68       | 41       |
| 18 tháng 9 năm 2014  | 71       | 40       |